# 道の駅まくらがの里こが
道の駅まくらがの里こが（みちのえき まくらがのさとこが）は、茨城県古河市にある国道4号の道の駅である。

## 施設
開業時点では、茨城県内最大規模を擁する道の駅である。所在する古河市の産品や茨城県の名物、限定グッズを取り扱っている。
- 駐車場（普通車193台[1]、大型車35台[1]、身障者用3台[1]）
- トイレ（男：10、女：15、身障者：2）
- 公衆電話
- ゆきはな導夢 - 約2200m2のイベント広場[1]
- 古河マルシェ「まくらが」（9:00 - 20:00）[1]
- お土産処「ゆきはな」（9:00 - 20:00）[1]
- お茶屋「さしま」（9:00 - 20:00）[1]
- 地産地消フードコート「みやことほまれ」（9:00 - 20:00）[1]
- カフェ・ベーカリー「はなもも」（9:00 - 20:00）[1]
- コンビニエンスストア（24時間営業）[1]

## アクセス
- 国道4号（新4号国道[1]古河小山バイパス） - 登録路線
  - 国道125号

## 周辺
- 古河市立大和田小学校